# Misumenoides gwarighatensis
Misumenoides gwarighatensis là một loài nhện trong họ Thomisidae.
Loài này thuộc chi Misumenoides. Misumenoides gwarighatensis được Pawan U. Gajbe miêu tả năm 2004.